# Iakkhos
Iakkhos var i grekisk mytologi en gud som rådde över festligheterna i Eleusis. Ursprungligen var han antagligen en personifiering av det rituella ropet iakkh' ō iakkhe som sjöngs av de som skulle invigas i Eleusismysterierna. I konsten är han en fackelbärare och ses i sällskap av Heracles, Dionysos och Dioskurerna. Sena traditioner beskriver Iakkhos som son till Demeter, Persephone eller Dionysos eller som Demeters partner. Inom skönlitteraturen blandas Iakkhos, precis som Bacchus, ihop med Dionysos, men inom den religiösa kulten var det aldrig fallet.